# (s)AINT
(s)AINT (z ang. saint – święty, ain’t – nie być/nie jest) – trzeci i finałowy singel promujący piąty studyjny album grupy Marilyn Manson The Golden Age of Grotesque, wydany w roku 2004.

## Teledysk
Klip do utworu zrealizowano w ciągu dwóch dni w pokoju hotelowym w Los Angeles w stanie Kalifornia. Za jego reżyserię odpowiada Asia Argento, aktorka, córka włoskiego reżysera horrorów Dario Argento. Argento gościnnie wystąpiła również w klipie, wraz z aktorem Erikiem Szmandą i Gidgetem Geinem, byłym gitarzystą grupy.
Publikowanie oryginalnej wersji teledysku zostało zabronione w Wielkiej Brytanii, ze względu na występujące w nim sceny nagości, nadużywania narkotyków, samookaleczania się oraz praktyk pętania. Z tego powodu zrealizowano kolejną jego wersję.